# لزولی
شهر لزولی (به فرانسوی: Les Ulis) در شهرستان اسون در ناحیه ایل-دو-فرانس با جمعیت ۲۴٬۹۶۲ نفر در کشور فرانسه واقع شده‌است